# Gabriela Orvošová
Gabriela Orvošová, född 28 januari 2001, är en tjeckisk volleybollspelare (vänsterspiker).
Kossanyiová spelar i Tjeckiens landslag och deltog med dem vid VM 2022, EM 2021 och EM 2023 samt vid flera upplagor av European Volleyball League. Tidigare har hon spelat med dess juniorlandslag, även om de inte kvalificerade sig för något större mästerskap under hennes juniortid. På klubbnivå har hon spelat med klubbar i Tjeckien och Polen.